# Richard Leeman
Pour les articles homonymes, voir Leeman.
Richard Leeman, né en 1970 à Levallois-Perret, est un historien de l'art français.

## Biographie
Après des études de lettres, de sciences du langage et d'histoire de l'art à l'université Paris X Nanterre, Richard Leeman soutient sa thèse, consacrée à l'artiste américain Cy Twombly, en 1999. Il enseigne à cette époque à Nanterre (1994-1999), à Paris I Panthéon Sorbonne (Saint-Charles) (1999-2001), et à l'université Bordeaux III où il est élu maître de conférence en 2001. 
Il crée la revue 20/21. siècles (2004-2007, 6 numéros), et devient conseiller scientifique à l'Institut national d'histoire de l'art, de 2004 à 2009.
Depuis 2012, il est professeur à Bordeaux Montaigne au sein du département des Arts qu'il dirige de 2014 à 2018. En 2013, il crée le « Séminaire sur l'art d'aujourd'hui », lieu de rencontres et de recherches sur l'art contemporain.

## Publications

### Ouvrages et direction d'ouvrages
- Cy Twombly : peindre, dessiner, écrire, Paris, Éd. du Regard, 2004[3],[4],[5],[6],[7],[8].
- Les Ruptures : figures du discours historique, Bordeaux, Cahiers du Centre François-Georges Pariset, 2005. [Actes de la 5ème journée d’études d’histoire de l’art moderne et contemporain. Dir. de publ.].
- Cy Twombly : A Monograph, Londres, Thames & Hudson, 2005.
- Cy Twombly : Malen, Zeichnen, Schreiben, Munich, Schirmer-Mosel, 2005 [9],[10],[11],[12],[13],[14],[15],[16].
- Cy Twombly : A Monograph, New York, Flammarion, 2005[17],[18],[19],[20],[21].
- Marcelin Pleynet. La Peinture contemporaine : conférence au capc de Bordeaux en 1979, Bordeaux, Le Bleu du Ciel ; Paris : Institut national d’histoire de l’art, 2007. [Dir. de publ.].
- Les années 1950-60, Gildas Fardel, un collectionneur d’art abstrait, (en collaboration avec Blandine Chavanne, cat. expo. musée des Beaux-arts de Nantes, 9 oct.-déc. 2008), Paris, Éditions Fage – Institut national d’histoire de l’art, 2008.
- Le Demi-siècle de Pierre Restany, Paris, Institut national d’histoire de l’art / Éd. des Cendres, 2009. [Actes du colloque. Dir. de publ.][22].
- Cy Twombly The Ceiling, un plafond pour le Louvre, Paris, Éditions du Regard – musée du Louvre Éditions, 2010. Texte « L’océan universel des choses », p. 37-59.
- Le Critique, l’Art et l’Histoire : de Michel Ragon à Jean Clair, Rennes, Presses Universitaires de Rennes, 2010[23],[24],[25].
- Michel Ragon : critique d’art et d’architecture, Rennes, Presses Universitaires de Rennes, 2013. [Actes du colloque. Dir. de publ. en collaboration avec Hélène Jannière].
- Cy Twombly et la critique américaine, 1951-1995. Histoire d'une réception, Paris, Éd. du Regard, 2022.

### Sélection de textes (articles, chapitres d’ouvrages, catalogues)
- « Gare au graphe », LINX, n° 31, 1994, p. 65-80.
- « Roland Barthes et Cy Twombly : le “champ allusif de l’écriture” », Rue Descartes, no 34, Roland Barthes après Roland Barthes (François Noudelmann et Françoise Gaillard, éd.), Paris, Puf/Collège International de Philosophie, 2003, p. 61-70.
- « Humanisme, classicisme, dadaïsme : prolégomènes à l’étude de quelques croyances françaises », La Voix du regard, oct. 2003, n° 16, p. 190-193.
- « Pierre Restany : Venise et les cocus de l’Histoire », Critique d’art, automne 2003, n°22, p.118-119.
- « Donald Judd : politique par implication », 20/21 siècles, n° 1, Images politiques, automne-hiver 2004, p.103-110. [Coordinateur du numéro].
- « Comment se servir d’un Rembrandt. La citation, le post-moderne et la planche à repasser », dans Pierre Beylot (dir.), Emprunts et citations dans le champ artistique, Paris, L’Harmattan, coll. « Champs visuels », 2004, p. 33-44.
- « Le poststructuralisme, figure d’une historiographie “postmoderne” », dans R. Leeman, dir., Les Ruptures, figures du discours historique (actes de la 5e journée d’études d’histoire de l’art moderne et contemporain, 7-8 mars 2003), Bordeaux, Cahiers du Centre François-Georges Pariset, 2005, p. 111‑122. [Voir aussi l'introduction de l'ouvrage, p. 9-11]
- « L’Art, l’Histoire et leurs Instituteurs : un état de l’historiographie en 1970 », Les Cahiers d’Artes, 2006, n° 1, p.119-128.
- « Les Grands maîtres d’un autre siècle », Critique d’art, n° 29, printemps 2007, p. 21-22.
- « Histoire, historiographie et imaginaire historique », 20/21.siècles, n° 5-6, Histoire et historiographie. L’art du second XXe siècle [coordinateur du numéro], Paris, automne 2007, p. 13-24.
- « Changer d’histoire ? Art since 1900, revue de presse », 20/21 siècles, n° 5-6, Histoire et historiographie. L’art du second XXe siècle, Paris, automne 2007, p. 279-288. [Coordinateur du numéro].
- « Pierre Restany théoricien et historiographe du Nouveau Réalisme », in Catalogue Nouveaux Réalistes : une scène française, Paris : Réunion des Musées Nationaux, 2007, p. 257-260. Tr. allem. Nouveau Réalisme : Revolution des Allttäglichen, Ostfildern : Hatje Cantz, 2007.
- « Une Histoire belge : Quadrum (1956-1966) /  A Belgian Tale: Quadrum (1956-1966) », Critique d'art, automne 2008, n° 32, p. 25-28.
- « Les Archives Gassiot-Talabot : mythologies, tendances, partis-pris », Critique d’art n° 37, printemps 2011, p. 116-119.
- « Le Sublime, c’était hier. Actualité de Barnett Newman / The Sublime was Yesterday. Latest News about Barnett Newman », Critique d’art n° 38, automne 2011, p. 21-24.
- « Le for, le fans et le fatur. Quelques significations du nom d’un tableau d’André Masson : Pasiphaé », dans La Fabrique du titre, Paris, CNRS éditions, 2012, p. 297-309.
- « La Parole de Dan Miller », in Catalogue Graphein, Paris, Galerie Christian Berst, 2012[26].
- « Une Fabuleuse réalité : sur la contemplation et le fantasme », Les Cahiers d’Artes, n° 10, [coord. Pierre Sauvanet], 2013, p. 89-104.
- « Rythme, flux, forme », actes du colloque L’impressionnisme et la “subtile fluidité contemporaine”, dir. Frédéric Cousinié, Rouen, Presses universitaires de Rouen, 2013, p. 143-147.
- « Bissière à Rebrousse-poil », Bissière, figure à part, catal. expo., musée de Lodève, musée des Beaux-Arts de Bordeaux, Fage Éditions, 2014, p. 47-52.
- « Venise, Venise, qui pourra nous faire oublier Venise ! », dans Mémoires croisées. Dérives archivistiques, catal. expo. [dir. Jean-Marc Poinsot], Institut national d’histoire de l’art, 2015, p. 51-56.
- « Le corps parlant de Cy Twombly », dans Cy Twombly, catal. expo. (dir. Jonas Storve), Éditions du Centre Pompidou, 2016, p. 127-130.
- « Avant la catastrophe : le Pop en France en 1963 - extraits choisis / before the catastrophe: Pop in France in 1963 - selected excerpts », Critique d’art, n° 46, printemps 2016, p. 130-150.
- « The Young and the Old », dans Serge Guilbaut et John O’Brian (dir.), Breathless Days: 1959-1960, Duke University Press, 2017, p. 60-82[27].
- « Les artistes, des personnages en quête d’auteur ? », dans Claire Leroux et Jean-Marc Poinsot (dir.), Entre élection et sélection : le critique face à ses choix, Dijon, Les Presses du Réel, 2017, p. 62-73.
- « Hiatus irrationalis : Deux souvenirs et deux coïncidences », Bordeaux, Les cahiers d’Artes, n° 14, « Les rythmes en arts » [coord. Pierre Sauvanet], 2019, p. 169-178.
- « Rire avec Maurizio Cattelan », dans Bernard Lafargue et Bertrand Rougé (dir.), Le savoir-rire de l’art, Bordeaux, Figures de l’art, n° 38, décembre 2019, p. 323-328.
- « De quelques objets incertains », dans Marina Sereti et Raphaël Koenig (dir.), L’art brut, un objet inclassable, Presses universitaires de Bordeaux, 2021, p. 127-133.

## Organisation de colloques internationaux
- « Situation de la critique d’art. 1968-2018 » - Bordeaux, Archives départementales de la Gironde, 6-7 décembre 2018.
- « Michel Ragon, critique d’art et d’architecture » - Paris, INHA, 3-5 juin 2010.
- « L’art brut, une avant-garde en moins ? » - Paris, INHA, 7-8 décembre 2009. Collab. avec Savine Faupin et Christophe Boulanger.
- « Raoul Hausmann et les avant-gardes » - Paris, INHA, 12-14 novembre 2008.
- « Le demi-siècle de Pierre Restany » - Paris, INHA, 30 novembre-1er décembre 2006.

## Séminaire sur l'art d'aujourd'hui
Richard Leeman crée en 2013 le séminaire sur l'art d'aujourd'hui, séminaire de master et doctorat de l'université Bordeaux Montaigne. Hébergé au CAPC, le séminaire est ouvert à un plus large public. Depuis sa création, le séminaire a accueilli plus de soixante invités artistes, critiques et historiens de l'art. (Liste non-exhaustive) :

### Artistes invités
- Claude Lévêque
- Éric Duyckaerts
- Valérie Jouve
- Matthieu Laurette
- Arnaud Labelle-Rojoux
- Francine Flandrin
- Fabrice Hyber
- Léa Le Bricomte
- Barthélémy Toguo
- Yann Toma
- Bruno Perramant

### Critiques invités
- Tristan Trémeau
- Vincent Pécoil
- Rachel Stella
- Zahia Rahmani

### Historiens de l'art
- Serge Guilbaut
- Régis Michel
- Robert Fleck
- Elvan Zabunyan
- Marie-Laure Allain-Bonilla

## Bourses, nominations
- Lauréat du Getty Research Institute (Summer Institute in Art History and Visual Studies, Rochester, 1999) et de la bourse Terra Foundation for American Art (2004)[29], nommé aux Art Awards de Beaux-Arts Magazine (2005)[30].

## Liens
- Notices d'autorité :   - VIAF
  - ISNI
  - BnF (données)
  - IdRef
  - LCCN
  - WorldCat
- Ressources relatives à la critique d'art : Archives de la critique dart Association internationale des critiques d'art Institut national d'histoire de l'art Centre Pompidou
- Ressources relatives à la recherche : HAL, Cairn.info, Academia.edu, Google Scholar, Isidore.
- Page personnelle en ligne